# Schüler- und Studentenproteste in Bangladesch 2018

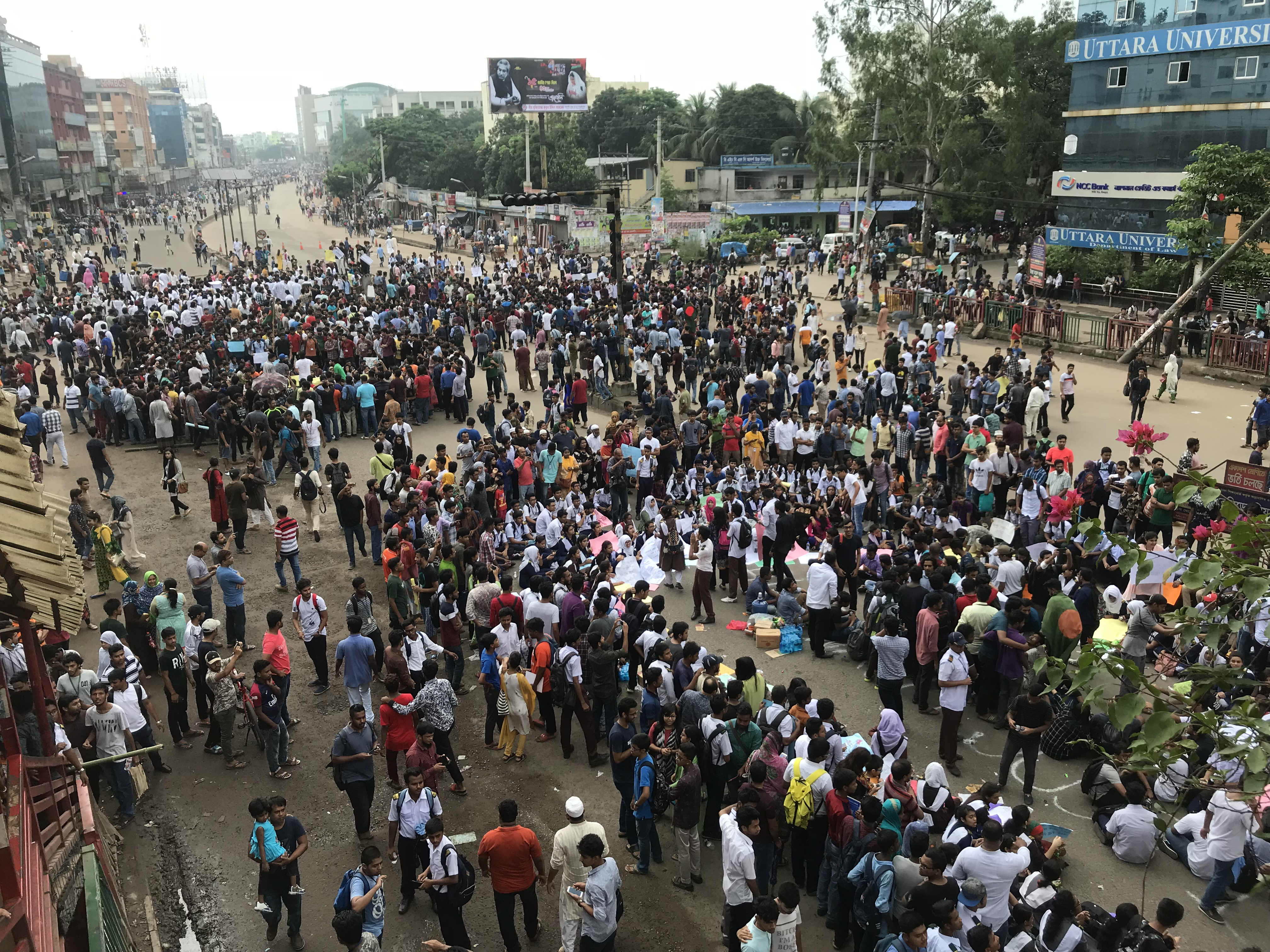
Straßenblockade in Dhaka im Rahmen der Proteste

Die Studentenproteste in Bangladesch 2018 fanden Ende Juli und Anfang August 2018 landesweit statt, der Schwerpunkt lag in Dhaka. Auslöser war ein schwerer Busunfall, bei dem ein Schüler und eine Schülerin ums Leben gekommen waren. Die Protestierenden forderten eine harte Bestrafung des verantwortlichen Busfahrers, aber vor allem eine generelle Verbesserung der Verkehrssicherheit in Bangladesch. Die internationale Presse berichtete von zehntausenden Teilnehmern an den Protesten.

## Hintergrund
Am 29. Juli 2018 lieferten sich nach Augenzeugenberichten zwei Busse der Gesellschaft Jabal-e-Noor Paribahan auf der Ausfallstraße vom Stadtzentrum zum Flughafen ein Wettrennen. Dabei fuhr einer der Busse, auf dem Weg von Mirpur nach Uttara in eine Menge wartender Schüler und Studenten. Ein Schüler und eine Schülerin des Shaheed Ramiz Uddin Cantonment School and College starben direkt am Unfallort, sieben weitere wurden verletzt. Der Unfall ereignete sich gegen 12:30 Uhr Ortszeit. Bereits in der direkten Folge kam es zu ersten Demonstrationen. Die Straße war für etwa eine Stunde blockiert, mehrere Busse wurden zerstört. Der Vater eines der Opfer, selbst Busfahrer, nannte als mögliche Unfallursache die mangelnde Qualifikation, bzw. die mangelnde Überprüfung derselben sowohl durch die Polizei, als auch durch die Busgesellschaft.
Generell gilt der Verkehr in Bangladesch als gefährlich und schlecht geregelt. Insbesondere die mangelnde Ausbildung und Qualifikation von Fahrern ist ein bekanntes Problem.
Die Proteste erfolgen in einer Zeit wachsender Unruhen im Land. Erst vor einigen Monaten gab es Proteste gegen ein diskriminierendes Quotensystem bei der Einstellung von Beamten. Im weiteren Verlauf des Jahres stehen Wahlen an, auf die der Ausgang der Proteste Einfluss nehmen könnte.

## Verlauf

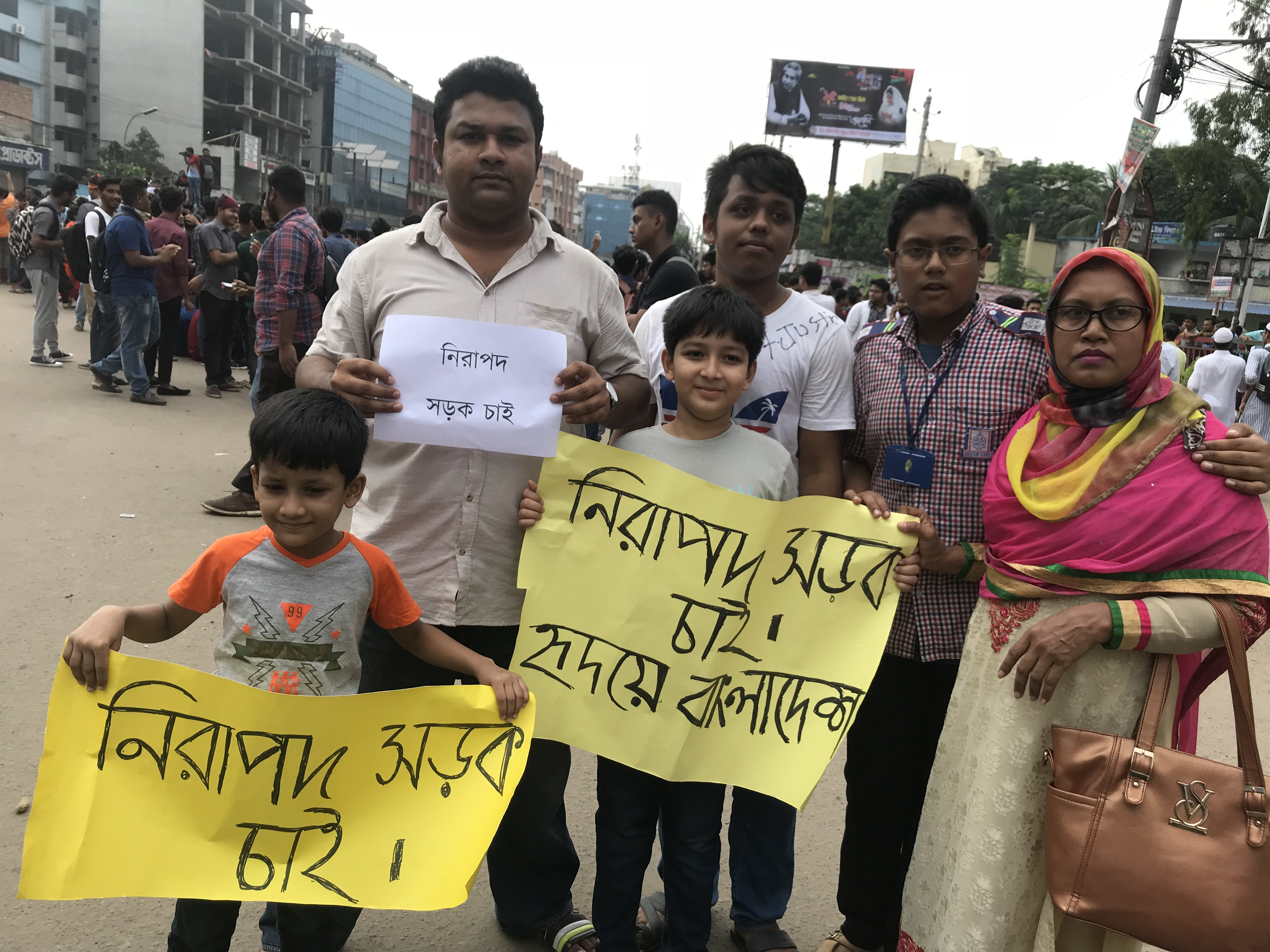
Protestierende Schüler und deren Familien am 2. August 2018

Die Proteste wurden am Folgetag des Unfalls wieder aufgenommen und dauerten mehrere Tage an. Sie weiteten sich von Dhaka in andere Landesteile aus. Dabei errichteten die Protestierenden meist Straßenblockaden und kontrollierten die Papiere der Fahrer. Sie übernahmen auch andere eigentlich der Verkehrspolizei zuzurechnende Aufgaben, wie die Verkehrsleitung in geordnete Spuren und ähnliches. Gelegentlich kam es zu Vandalismus und Zerstörungen von Bussen. Zu den immer wieder geäußerten Forderungen gehörte auch die Forderung nach einem Ende der Korruption.
Am Samstag, 4. August 2018, versuchte die Polizei die Studentenproteste unter Einsatz von Tränengas und Schlagstöcken und anderen gewaltsamen Mitteln aufzulösen. Ärzte vor Ort berichteten von über 100 Verwundeten, teils mit schweren Verletzungen durch Gummigeschosse. Laut Augenzeugenberichten kam es neben Polizeigewalt auch zu Gewalttaten durch Zivilisten, die, wie vermutet wurde, der regierenden Awami-Liga nahestanden. Ein Polizeisprecher verneinte gegenüber der AFP den Einsatz von Gewalt.
Auch Journalisten vor Ort berichteten, sie seien von Zivilisten und Polizeiangehörigen aufgehalten und geschlagen worden und Ausrüstung sei zerstört worden. Sie seien auch in Polizeigewahrsam geschlagen worden. Eine Journalistin des Daily Star berichtete von sexuellen Übergriffen durch Zivilisten, die, wie sie vermutete, Anhänger der Awami-Liga seien.
Gewaltsamen Auseinandersetzungen unter Beteiligung von Angehörigen der Bangladesh Chhatra League, einer Studentenorganisation der Awami-Liga, dauerten mehrere Stunden an. Gerüchte über Todesopfer und Vergewaltigungen kursierten und trugen zu Eskalationen bei, bestätigten sich jedoch bisher nicht.
Auch am Sonntag, den 5. August 2018 wurden die Proteste fortgesetzt. Erneut kam es zu Versuchen der Polizei, die Versammlung der friedlich demonstrierenden Schüler und Studenten mit Tränengas aufzulösen. Wieder kam es auch zu gewaltsamen Übergriffen auf Journalisten. Der renommierte Fotograf und Menschenrechtsaktivist Shahidul Alam wurde gegen 22:00 Uhr von Polizisten in Zivil aus seinem Haus abgeholt und in Untersuchungshaft gebracht. In einem Interview, das wenige Stunden zuvor auf Al Jazeera ausgestrahlt worden war, hatte er über die Proteste gesprochen. Ihm wurde provozierende Aussagen, die nach § 57 des Information Communications Technology Act Bangladeschs strafbar seien, vorgeworfen. Er wurde am Montag dem Gericht vorgeführt, Augenzeugen berichteten, er sei nach Misshandlungen im Gefängnis nicht in der Lage gewesen selbst zu gehen. Zunächst war die Haftdauer auf sieben Tage festgesetzt. Amnesty International forderte die Freilassung von Shahidul Alam. Mitte August wurde bekannt, dass ein Gericht die Haft auf noch unbestimmte Zeit verlängert hatte. Eine Haftstrafe von bis zu vierzehn Jahren ist gesetzlich möglich.
Am Montag, den 6. August 2018 kam es erneut zu gewaltsamen Angriffen auf protestierende Studenten vor der privaten East West University. Männer mit Stöcken schlugen nach Augenzeugenberichten auf die Studenten ein. Als die Studenten sich in das Innere der Universität zurückzogen, setzte die Polizei erneut Tränengas ein, um die Proteste aufzulösen. Auch an diesem Tag gibt es Berichte von Angriffen auf Journalisten, bei denen Zivilisten und Polizei zusammenwirkten. So berichtete eine Journalistin der Tageszeitung Prothom Alo, ihr sei das Smartphone, mit dem sie die Vorgänge filmte von nicht uniformierten Männern abgenommen wurden, die sie dann zu einer Polizeidienststelle brachten. Dort seien die Daten ihres Smartphones von der Polizei gelöscht worden.
In den Folgetagen flaute die Protestwelle allmählich ab.

## Politische Reaktionen
Das Erziehungsministerium ordnete am Donnerstag, den 2. August 2018 die Schließung aller höheren Schulen an, in der Hoffnung dies würde zu einer Beruhigung der Situation führen.
Am 3. August 2018 übergab Premierministerin Sheikh Hasina den trauernden Angehörigen der getöteten Jugendlichen jeweils Sparbriefe im Wert von 2.000.000 Taka, entsprechend etwa 20.400 Euro. Sie hörte die Familien an und versprach, angemessene Maßnahmen zu treffen, um solche Unfälle in der Zukunft zu vermeiden. Diese Maßnahmen sollten vor allem garantieren, dass keine verkehrsuntauglichen Fahrzeuge mehr eingesetzt würden und dass alle Fahrer auch tatsächlich eine Fahrerlaubnis haben. Auch Ruheräume für Fahrer auf Langstrecken seien vorgesehen.
Am Abend des 4. August 2018 kam es landesweit zu Einschränkungen des Mobilfunknetzes, womöglich um die Verbreitung von Bildern der Unruhen im Internet zu verhindern. Die Bangladesh Telecommunication Regulatory Commission verneinte, dass es Anweisungen dazu gegeben habe und versicherte, dass das Internet voll funktionsfähig sei. Dem widersprechen allerdings Meldungen, dass landesweit 3G- und 4G-Verbindungen nicht verfügbar waren.
Am Sonntag, 5. August 2018, gab Minister Asaduzzaman Khan Kamal bekannt, dass die Forderungen der Protestierenden akzeptiert worden seien. Er verkündete eine sogenannte Verkehrswoche für das ganze Land und bat Schüler und Studenten in ihre Klassenzimmer zurückzukehren.
Am gleichen Tag bat Premierministerin Sheikh Hasina insbesondere Studenten und junge Menschen öffentlich, Gerüchten und Propaganda nicht zu glauben und den Wahrheitsgehalt von Nachrichten zu überprüfen. Sie gab des Weiteren Pläne bekannt, allen öffentlichen Verkehr zukünftig durch nur sechs Unternehmen durchführen zu lassen, um eine bessere Kontrolle zu gewährleisten.
Am 6. August 2018 gab die Regierung zunächst bekannt, eine Gesetzesänderung zu erwägen, nach dem die Verursacher von Unfällen mit tödlichem Ausgang mit der Todesstrafe bestraft werden könnten. Bisher liegt die entsprechende Höchststrafe bei drei Jahren Gefängnis. Später am gleichen Tag legte sie Pläne für eine umfangreichere Gesetzesänderung vor, die eine Höchststrafe von 5 Jahren für Unfälle mit tödlichem Ausgang vorsehen. Weiter sind in diesem Plan eine Erhöhung der Strafen für das Führen von nicht registrierten oder nicht straßentauglichen Fahrzeugen, sowie für das Fahren ohne Fahrerlaubnis vorgesehen. Auch eine mögliche Beschränkung der Anzahl der Fahrzeuge in einem bestimmten Gebiet, sowie Geldzahlungen an die Opfer von Angehörigen bei Unfällen sind in dem Gesetzesentwurf enthalten. Der Gesetzesentwurf lag bereits seit März letzten Jahres vor, wurde aber erst anlässlich der laufenden Proteste wieder zur Vorlage gebracht.